# 茂森唯士
茂森 唯士（しげもり ただし、1895年〈明治28年〉4月2日 - 1973年〈昭和48年〉2月5日）は、日本のジャーナリスト、評論家。
熊本県生まれ。東京外国語学校卒。
はじめ左翼だったが、戦時中転向し、戦後も反共の論陣を張った。産経新聞論説委員、世界動態研究所所長、人権擁護調査会常任理事。

## 著書
- 『ガンデイ及びガンデイズム』（日本評論社出版部） 1922
- 『レーニン評伝』（表現社） 1924
- 『露西亜の見方』（日本評論社、国際知識大系） 1925
- 『ソヴェート芸術の全展望』（春陽堂、ソヴエート同盟経済建設叢書） 1931
- 『農業革命の理論と実際』（春陽堂、ソヴエート同盟経済建設叢書） 1931
- 『ソヴエート石油の知識』（露西亜通信社） 1933
- 『日本と蘇聯邦』（日本評論社） 1934
- 『ソ聯邦の現状 ソ聯国内の背後を衝く!!』（今日の問題社） 1937
- 『日支戰爭より日ソ戰爭へ』（編、高山書院） 1937
- 『日ソ勢力の相剋線 戦機を孕む国境! 満ソ国境ソ聯の軍備』（今日の問題社） 1937
- 『風雲の満ソ国境』（編、太陽閣） 1937
- 『ロシヤの本体を衝く』（今日の問題社） 1937
- 『北樺太利権を護れ! 危機線上の我が北方権益』（日蘇通信社） 1938
- 『ソ聯の近情を語る』（皐月会） 1940
- 『戦ふソ聯の内幕 独ソ国境視察記』（日蘇通信社、世界戦時態勢パンフレツト） 1941
- 『ソ連の粛清 修正されたその歴史と全貌』（実業之日本社） 1956

## 翻訳
- 『ガンデイ及ビガンデイズム受難の原理』（岩下三良共訳、日本評論社出版部） 1923
- 『全露農業大博覧会』（世界思潮研究会、世界パンフレット通信） 1923
- 『新芸術論』（ルナチャルスキイ、至上社） 1925
- 『文学と革命』（トロツキイ、改造社） 1925
- 『サヴエート国家の現勢』（スターリン、戦旗社） 1930
- 『日本経済恐慌の研究』（ヴァルガ、木星社書院） 1932
- 『幕末日本 異邦人の絵と記録に見る』（エメェ・アンベール、東都書房） 1966 
『絵で見る幕末日本』（講談社学術文庫） 2004